# 빈타인군
빈타인군(베트남어: Quận Bình Thạnh / 郡平盛)은 베트남 호찌민시의 군 중 하나이다. 2019년을 기준으로 빈타인군에는 499,164명의 인구가 있고, 전체 면적은 20.78  km2이다.
빈타인이라는 이름은 고법 군(Gò Vấp)의 옛 지명 빈호아(Bình Hòa), 타인미떠이(Thạnh Mỹ Tây)의 지명에서  딴 것이다. 1976년, 이 2개의 프엉이 고법 군에서 떨어져 나와서 빈타인구가 되었다.

## 지리
빈타인군은 남쪽으로 1군과 경계를 접하고, 서쪽으로 1군, 푸누언군과 고법군과 경계를 접한다. 동쪽으로는 사이공강, 2군과 트득군이 있다.
빈꾸이 여행자  마을이 빈타인 구의 사이공 강의 타인다 반도 위에 자리잡고 있다.

## 행정 구역
빈타인군에는 모두 20개의 프엉(Phường 坊)이 있다. 4, 8, 9, 10, 16, 18, 20, 23 프엉은 존재하지 않는다.
- 1 프엉
- 2 프엉
- 3 프엉
- 5 프엉
- 6 프엉
- 7 프엉
- 11 프엉
- 12 프엉
- 13 프엉
- 14 프엉
- 15 프엉
- 17 프엉
- 19 프엉
- 21 프엉
- 22 프엉
- 24 프엉
- 25 프엉
- 26 프엉
- 27 프엉
- 28 프엉